# Thavisouk Phrasavath
Thavisouk Phrasavath (Thakhek, Laos, 14 de março de 1964) é um cineasta, escritor, artista visual e editor de cinema laosiano. Como reconhecimento, foi nomeado ao Oscar 2009 na categoria de Melhor Documentário em Longa-metragem por The Betrayal.